# Călimănești
Călimănești ist eine Kleinstadt und ein Kurort im Kreis Vâlcea in der historischen Region Walachei in Rumänien.

## Lage
Călimănești liegt am Rand der Südkarpaten, rechts des Flusses Olt. Ein Teil des Stadtterritoriums befindet sich links des Flusses und damit nicht in der Kleinen, sondern in  der Großen Walachei. Die Kreishauptstadt Râmnicu Vâlcea liegt etwa 15 km südlich.

## Geschichte
Auf dem Gebiet der Stadt entdeckten Archäologen Gegenstände aus dem Neolithikum, der Bronzezeit und der Epoche der Daker. Nach deren Unterwerfung durch die Römer errichteten diese in den Jahren 137/138 am linken Ufer des Olt die Festung Arutela. Bereits im Altertum war die heilende Wirkung der Mineralquellen bekannt. Călimănești wurde 1388 im Zusammenhang mit dem nahe gelegenen Kloster Cozia erstmals urkundlich erwähnt. Der Ort besaß eine gewisse Bedeutung durch seine strategische Lage am südlichen Ende des Olt-Karpatendurchbruches, blieb jedoch trotzdem lange ein kleineres Dorf. 1827 erlangte durch Reiseberichte die Heilkraft des hier zu Tag tretenden Mineralwassers wieder überregionale Bekanntheit. Auf einer internationalen Messe in Wien 1873 erhielt das Wasser aus dem Ortsteil Căciulata eine Auszeichnung. 1882 bis 1884 wurden in Călimănești die ersten Kureinrichtungen und Gästeunterkünfte erbaut. Hier und in Căciulata folgten eine Reihe weiterer Hotels in den Jahren vor und nach dem Ersten Weltkrieg. 1927 wurde Călimănești zur Stadt erklärt. Nach der Machtübernahme der Kommunisten 1947 und der Verstaatlichung der touristischen Einrichtungen wurde der Kurbetrieb weitergeführt. 1977 eröffnete das größte Wasserkraftwerk im Verlauf des Flusses Olt mit einer Leistung von 70 MW.
Die wichtigsten Erwerbszweige sind der Tourismus und der Handel.

## Bevölkerung
1948 lebten auf dem Gebiet der heutigen Stadt 3329 Bewohner. Bei der Volkszählung 2002 wurden in der Stadt 8605 Einwohner gezählt, darunter 8308 Rumänen, 278 Roma und 15 Ungarn.

## Verkehr
Călimănești liegt an der im Tal des Olt verlaufenden Bahnstrecke zwischen Sibiu und Râmnicu Vâlcea. Auf dem Gebiet der Stadt liegen vier Bahnhöfe, wobei in Călimănești auch Schnellzüge, in Mănăstirea Turnu, Cozia und Pausă nur Nahverkehrszüge halten. Călimănești liegt an der Europastraße 81. Es bestehen regelmäßige Busverbindungen nach Râmnicu Vâlcea und Bukarest.

## Sehenswürdigkeiten
- Nationalpark Cozia (171 km²)
- Römische Festung Arutela (2. Jahrhundert, teilweise rekonstruiert)
- Kloster Cozia (14. Jahrhundert) mit dem Grab des walachischen Fürsten Mircea cel Bătrân
- Kloster Turnu (17. Jahrhundert)
- Kloster Stânișoara (18. Jahrhundert)
- Einsiedelei Ostrov auf einer Insel im Olt, gegründet im 16. Jahrhundert vom walachischen Fürsten Neagoe Basarab

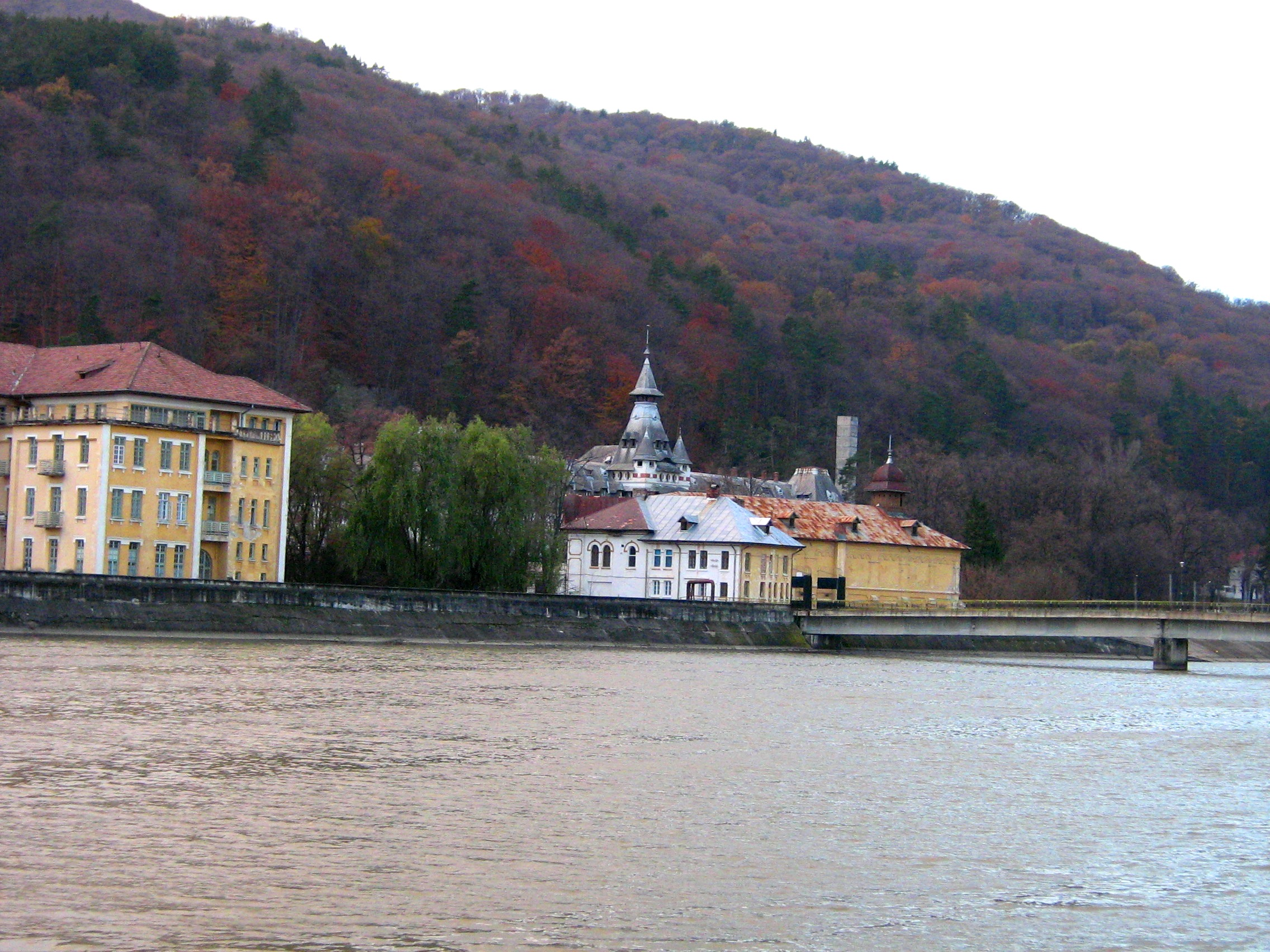
Blick auf Călimănești
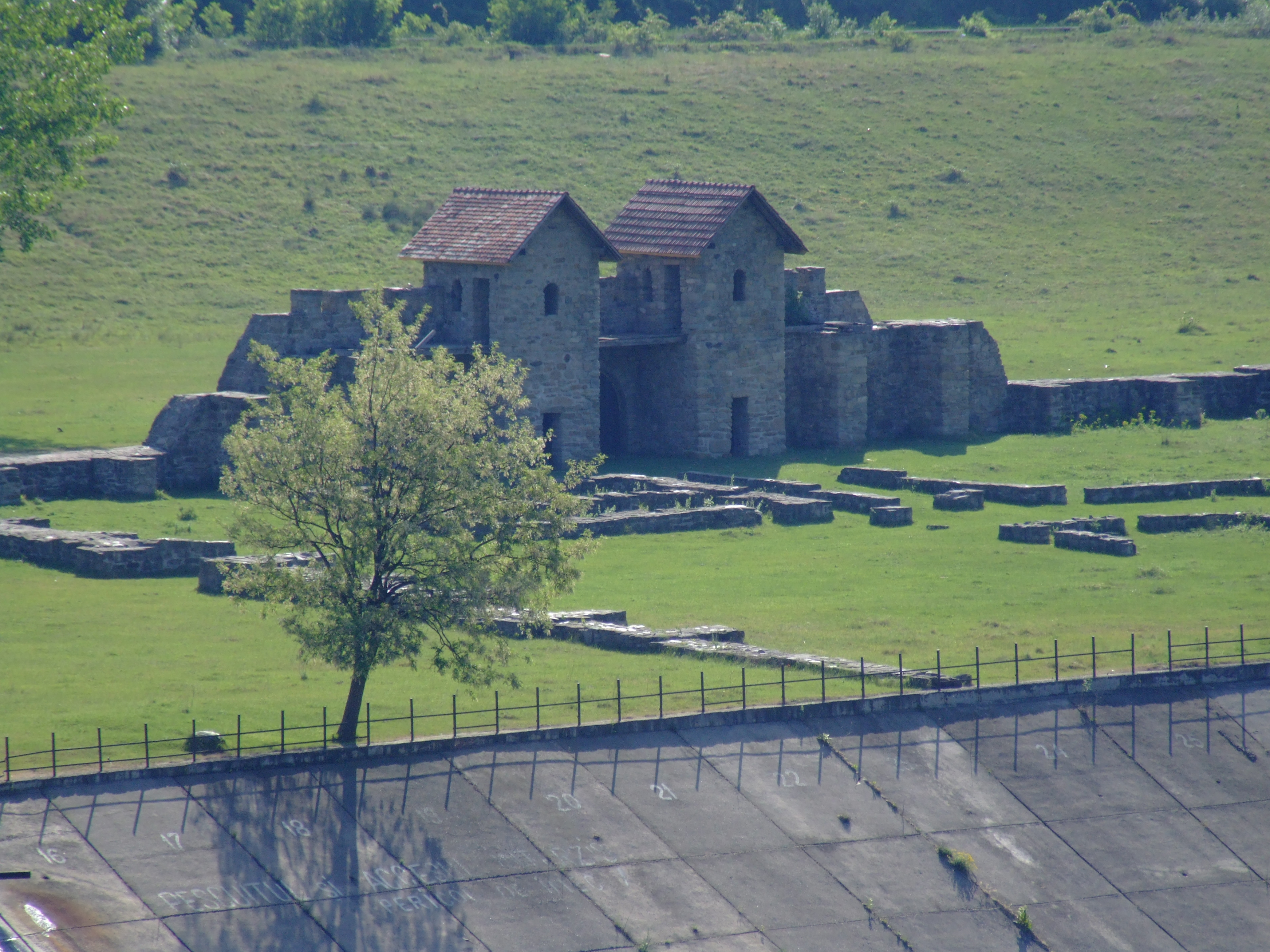
Die teilweise rekonstruierte römische Festung Arutela
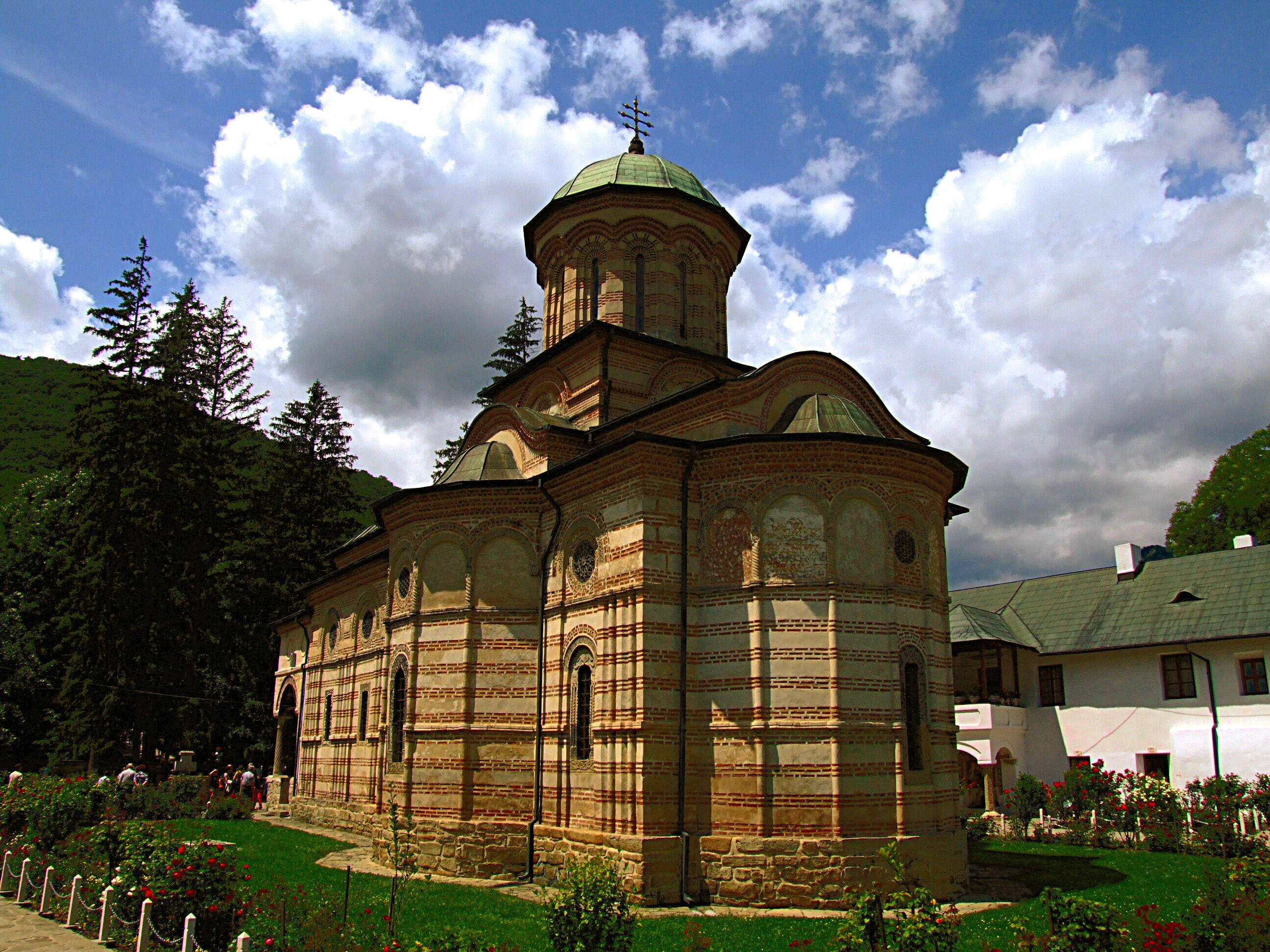
Kloster Cozia
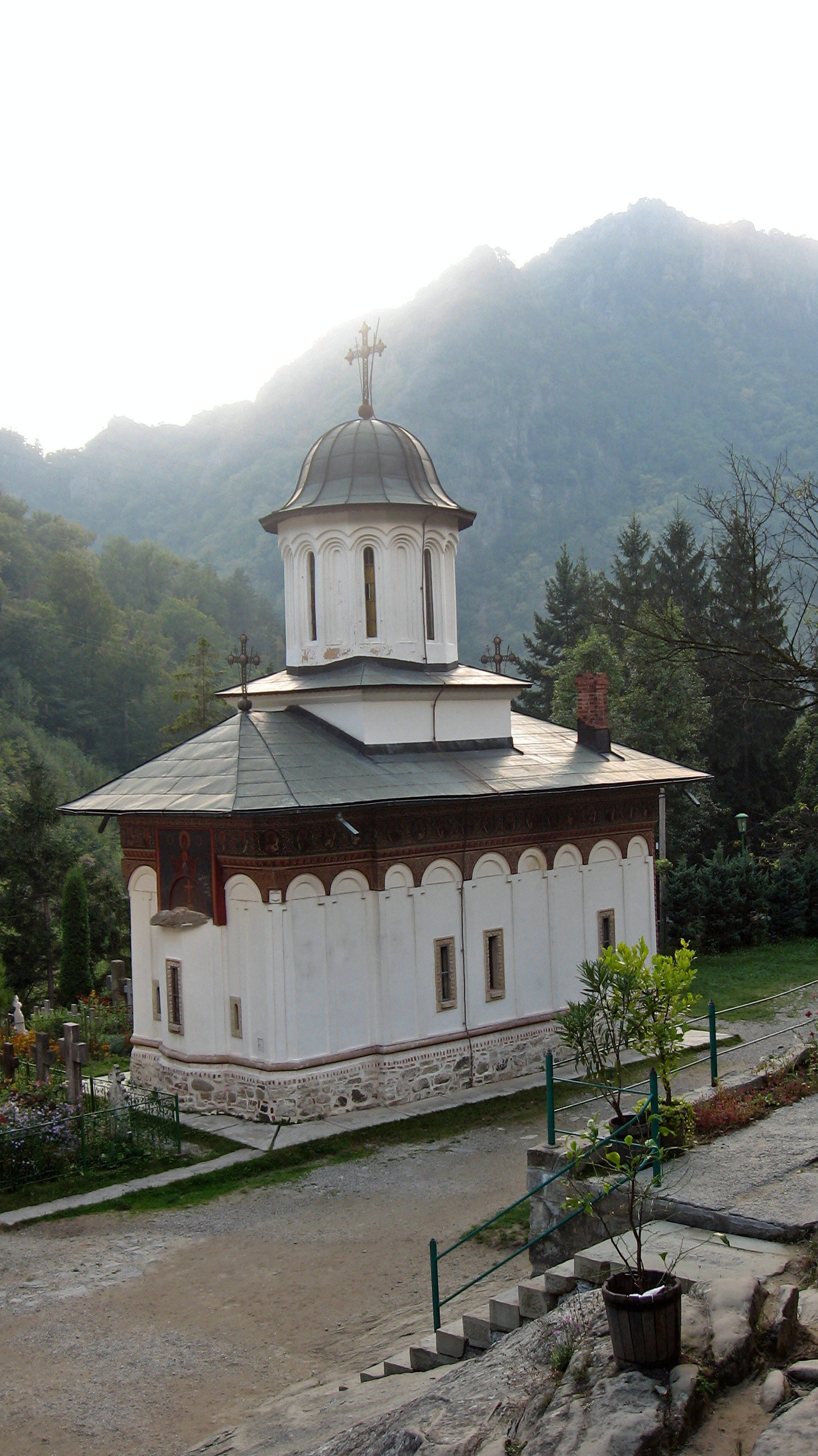
Einsiedelei Ostrov

## Persönlichkeiten
- Nicolae Rădescu (1874–1953), Ministerpräsident 1944/45
- Ion Duminicel (* 1954), Bobfahrer